# Aladdín (personaje)
Aladdín es un personaje ficticio de la película de animación Aladdín, de Disney, basado en el protagonista titular de «Aladino», un cuento popular de origen oriental. Scott Weinger le pone voz, mientras que Brad Kane se encarga de su canto. También protagoniza las dos secuelas directas a vídeo The Return of Jafar (1994) y Aladdin and the King of Thieves (1996), así como la serie de televisión de animación basada en la película. Mena Massoud interpretó una versión del personaje en una adaptación de imagen real de la película de 1992.
Cuando Aladdín es presentado inicialmente, es un joven de 18 años. Nunca ha recibido una educación formal y sólo ha aprendido viviendo en las calles de la ciudad de Agrabah. Tiene que robar comida en el mercado local para sobrevivir. Cuando Aladdín era sólo un bebé, su padre, Cassim, los abandonó a él y a su madre para buscar una vida mejor para su familia.

## Desarrollo
Uno de los primeros problemas a los que se enfrentaron los animadores durante la producción de Aladdín fue la representación del propio Aladdín, explica el director y productor John Musker: «En las primeras proyecciones, jugamos con que era un poco más joven y que tenía una madre en la historia. [...] En el diseño, adquirió un aspecto más atlético, más rellenito, más de joven protagonista, más de adolescente cachas que antes». Inicialmente iba a tener 13 años, pero finalmente se cambió a 18.
El animador supervisor Glen Keane se inspiró en varios ídolos adolescentes y actores de cine para diseñar el físico de Aladdín. La principal inspiración para su aspecto fue originalmente Michael J. Fox en Back to the Future (Regreso al futuro en España, y Volver al futuro en Hispanoamérica), pero más tarde se cambió por Tom Cruise. Keane basó el movimiento de los pantalones holgados de Aladdín en el rapero MC Hammer. Algunos han dicho que esta concepción del personaje lo hace demasiado contemporáneo, dada la ambientación de la película.

## Características
Aladino fue dibujado con ojos grandes, como los de otros héroes de Disney, para indicar inocencia. Las líneas de su cuerpo son más fluidas y redondeadas de lo habitual en los héroes de Disney. Parece un joven moderno de 18 años, excepto por su vestuario. En la película, a menudo lo describen como una rata callejera.
Aladdín es retratado como una persona ingeniosa y, en última instancia, bondadosa. Como la mayoría de los protagonistas masculinos de Disney, es un joven heroico que busca ganarse el afecto de muchos otros personajes, lo que demuestra su inseguridad. No deja de mentir y robar, aunque nunca con malas intenciones, sino para sobrevivir. La mayor diferencia con la norma es que, a diferencia de la mayoría de los héroes juveniles de Disney, es un hacedor y no un personaje pasivo.
Como niño de la calle, lleva un sombrero fez rojo, un chaleco morado, un dhoti crema holgado (con un parche que cubre un agujero) y va descalzo; conserva esta apariencia incluso en la serie de animación tras su compromiso con Jasmín.
Su atuendo de «Príncipe Ali» es un conjunto blanco y dorado con una capa vaporosa y un gran tocado rematado con una pluma y una joya.

## Apariciones

### Aladdín
En la primera película, Aladdín, una rata callejera, conoce a una chica en el mercado. Se enamora profundamente de ella a primera vista, pero se mete en un lío cuando su encuentro es interrumpido por unos guardias que lo detienen. Ella le revela que en realidad es la princesa Jasmín. A pesar de los esfuerzos de Jasmín por exigir a los guardias que liberen a Aladino inmediatamente, éstos le dicen que primero debe tratar con Jafar para liberarlo.
En la prisión, Aladdín se encuentra con un anciano (que es Jafar disfrazado) que le menciona una cueva llena de tesoros y que necesita que Aladdín entre en ella. El anciano revela una salida secreta, y Aladino escapa con él y le sigue hasta el desierto. Entra en la Cueva de las Maravillas, donde se encuentra con una alfombra mágica sensible y se le ordena que sólo consiga una lámpara mágica. Lo consigue, pero cuando su mascota Abu recoge una gema gigante, la cueva empieza a derrumbarse. Aladino, Abu y la alfombra quedan en la cueva. Abu entrega la lámpara a Aladino, y cuando éste la frota, aparece un genio azul gigante que le dice a Aladdín que cumplirá tres deseos. Tras salir de la cueva derrumbada con la ayuda del Genio, decide convertirse en príncipe para conquistar el corazón de Jasmín.

### The Return of Jafar
En la primera secuela directa a vídeo, The Return of Jafar (1994), Jasmín empieza a cuestionarse su amor por Aladdín, preguntándose si es un mentiroso engañoso después de que éste salve a Iago, el antiguo loro mascota de Jafar que había torturado a su padre. Mientras tanto, Jafar es liberado de su lámpara por un bandido torpe llamado Abis Mal, e inmediatamente planea su venganza contra Aladdín.

### Aladdín(serie de televisión)
Se creó una serie de animación para The Disney Afternoon y CBS que se emitió de 1994 a 1995, basada en la película original de 1992. La serie continuaba donde lo había dejado The Return of Jafar, con Aladdín prometido a Jasmín mientras seguía viviendo en las calles de Agrabah, y viviendo muchas aventuras con sus amigos tanto dentro como fuera de Agrabah.
En el episodio televisivo de Aladdín «The Lost Ones», se muestra que tenía una amiga de la infancia llamada Amal. El episodio en dos partes «Seems Like Old Crimes» muestra que cuando Aladdín tenía dieciséis años, cayó en un grupo de artistas de circo donde conoció a su mono mascota Abu.

### Aladdin and the King of Thieves
En la segunda película directa a vídeo/DVD y tercera de la serie, Aladdin and the King of Thieves, Aladdín descubre que su padre perdido hace mucho tiempo, Cassim, sigue vivo, y se dispone a encontrarlo. Cassim había abandonado la familia poco después del nacimiento de su hijo. La madre de Aladino murió cuando él era sólo un niño. En el clímax de la película, Jazmín y Aladino se casan por fin, y Aladino se reconcilia con su padre.

### Aladdín(película de 2019)
En la adaptación cinematográfica de imagen real de la primera película homónima de Aladdín, éste es interpretado por Mena Massoud. La trama sigue la historia de un genio humano que cuenta a sus dos hijos la historia de un niño de la calle llamado Aladino, que se enamora de la princesa Jasmín, se hace amigo de un Genio que concede deseos y lucha contra el conspirador Jafar.

### Videojuegos
Aladdín aparece en varios videojuegos, incluidas las versiones de juego de la película.
Aladdín también ha aparecido en la aclamada serie de juegos Kingdom Hearts. En todas sus apariciones en la serie, es un personaje jugable o puede añadirse al grupo del jugador. Empuña una cimitarra como arma principal y puede utilizar a Abu para resolver puzles cuando es un miembro activo del grupo. En el primer juego, la princesa Jasmín es secuestrada por Jafar y Maléfica. Aladdín forma equipo con Sora para salvarla. En Kingdom Hearts II, Aladdín sufre una profunda depresión debido a su soledad después de que Genie se fuera a ver los otros mundos. Cuando Genio regresa, todo vuelve a estar bien.
Aladdín aparece en el juego Disney Magical World para Nintendo 3DS. Agrabah es uno de los cuatro mundos de la película accesibles al jugador, y varios personajes de la película aparecen en el juego. El jugador también puede coleccionar varios objetos y prendas de vestir con temática de Aladdín.
Aladdín es un personaje jugable de Disney Infinity 2.0.
El videojuego de construcción de mundos Disney Magic Kingdoms incluye a Aladdín como personaje jugable para desbloquear durante un tiempo limitado.
Una versión alternativa de Aladdín aparece como personaje jugable en el videojuego Disney Mirrorverse.
Es un corredor desbloqueable en Disney Speedstorm.

### En otros medios
Aladdín formó parte de la franquicia Aventureros Disney, dirigida a los chicos jóvenes y vendida por Disney Store entre 1999 y 2004, que vendía diversos productos, sobre todo juguetes.
Aparece en Hércules y la noche de Arabia, ambientada después del final de King of Thieves, cuando Jazmín se refiere a sí misma como casada. Aparece como invitado en la serie House of Mouse, y en sus películas Mickey's Magical Christmas: Snowed in at the House of Mouse y Mickey's House of Villains.
Aladdín también aparece en los parques y resorts de Walt Disney como personaje que se puede conocer. Es un personaje al que se ve con frecuencia, y suele ir acompañado de Jasmín, y ocasionalmente de Genio. Aunque en la película va descalzo, lleva mocasines en su ropa de rata callejera. Aladdin y sus compañeros aparecen sobre todo en Adventureland. Aladdín, Jasmín, Alfombra, Abu y el Genio hacen cameos en la versión de Hong Kong Disneyland de It's a Small World.
En la adaptación musical de Broadway, Aladdín es interpretado por el actor Adam Jacobs.
Aladdín tiene una aparición cameo en el cortometraje Once Upon a Studio (Había una vez un Estudio en Hispanoamérica, y Érase una vez un Estudio en España), donde después de que Maui advierta sobre la reunión de personajes de Walt Disney Animation Studios, al escucharle baja por la barandilla de las escaleras junto a Abu, y al intentar aterrizar acaba resbalando sobre los troles en forma de rocas. Posteriormente aparece junto al resto de personajes en la foto de grupo.